# Noáin
Noáin in castigliano e Noain in basco, è un comune spagnolo di 4 789 abitanti situato nella comunità autonoma della Navarra.

Il comune è anche noto come Valle de Elorz in castigliano e Elortzibar in basco.